# Автошлях Т 0430
Автошля́х Т 0430 — автомобільний шлях територіального значення у Дніпропетровській області. Пролягає територією Криничанського району через Кам'янське — Кринички — Світлогірське. Загальна довжина — 17,6 км.

## Маршрут
Автошлях проходить через такі населені пункти:
| Автошлях Т 0430          |                 |
| Дніпропетровська область |                 |
| Кам'янська міська рада   |                 |
| Кам'янське               |                 |
| Криничанський район      |                 |
| Українка                 | Н08             |
| Кринички                 | Т 0439          |
| Світлогірське            | E50М30Н11Т 0439 |